# Lutz Ulbricht
Lutz Ulbricht (ur. 9 listopada 1942 w Berlinie, zm. 23 grudnia 2022 w Kronberg im Taunus) – niemiecki wioślarz reprezentujący RFN, mistrz olimpijski i dwukrotny medalista mistrzostw świata.

## Kariera
Wystąpił na igrzyskach olimpijskich w Meksyku w 1968, gdzie osada RFN w składzie: Horst Meyer, Dirk Schreyer, Rüdiger Henning, Wolfgang Hottenrott, Lutz Ulbricht, Egbert Hirschfelder, Jörg Siebert, Niko Ott, Gunther Tiersch i Roland Böse zdobyła złoty medal w ósemkach. W finale o 0,98 sekundy wyprzedzili osadę Australii i o 2,11 sekundy osadę ZSRR. Na rozgrywanych cztery lata później igrzyskach olimpijskich w Monachium startował w dwójkach bez sternika. Reprezentanci RFN nie awansowali do finału A i ostatecznie zostali sklasyfikowani na siódmej pozycji.
W tej samej konkurencji zdobył też złoto na mistrzostwach świata w Bledzie w 1966, a na mistrzostwach świata w St. Catharines w 1970 zdobył brąz w dwójkach bez sternika. 
Ponadto był drugi w czwórkach ze sternikiem na mistrzostwach Europy w Duisburgu (1965). 
Podczas ceremonii otwarcia igrzysk olimpijskich w Monachium w 1972 zachodnioniemiecka ósemka wniosła flagę olimpijską na Olympiastadion München.
W 1968 odznaczony Srebrnym Liściem Laurowym, najwyższym sportowym odznaczeniem państwowym.
Trzykrotnie zdobywał mistrzostwo kraju: w 1965 w czwórkach bez sternika, w 1968 w ósemkach i w 1969 w dwójkach bez sternika.